# Serach
Serach ist ein Stadtteil von Esslingen am Neckar. Er liegt im Norden der Stadt und besteht hauptsächlich aus Wohnbebauung, wobei der historische, einst landwirtschaftlich geprägte Kern sich heute am nördlichen Rand des Stadtteils befindet und die jüngere Bebauung aus dem 20. Jahrhundert eher im Süden liegt. Serach grenzt an die Stadtteile Hohenkreuz, Wäldenbronn, Obertal, Sulzgries und Krummenacker. 

## Geschichte
Der Orts- oder Flurname „Seherach“ ist erstmals durch eine Quelle aus dem Jahr 1257 belegt. Vermutlich ist der Name vom mittelhochdeutschen Wort saher abzuleiten, das Schilf- oder Riedgras benennt. Das Kloster Salem besaß im Jahr 1327 Weinberge in dieser Gegend; als Siedlung mit mindestens zwei Gütern wurde Serach 1349 erwähnt. Auch in den folgenden Jahrzehnten dürfte Serach nur wenige Einwohner gehabt haben; es sind jeweils zwei bis drei Steuerpflichtige für Serach in der zweiten Hälfte des 14. Jahrhunderts belegt. Wahrscheinlich gab es sechs mittelalterliche Bauten im Seracher Gebiet, sicher belegt ist jedoch nur eine Kelter, die 1441 erwähnt wurde, aber bald darauf abgegangen sein muss. An ihrer Stelle befand sich 1463 ein Baumgarten. Für 1659 sind neun Einwohner belegt; das Güterbuch von 1722 nennt neun Behausungen, zwei Scheunen und eine Kelter. Das Schloss Hohenkreuz dürfte Mittelpunkt eines Siedlungskerns geworden sein; der gleichnamige Ortsteil Hohenkreuz entwickelte sich jedoch erst deutlich später. Für 1773/1774 sind durch Kandler 15 Behausungen, einige Scheunen und eine Kelter belegt. Laut Johann Jacob Kellers Beschreibung der Reichsstadt Esslingen und ihres Gebiets wurde bis zum Ende des 18. Jahrhunderts nur ein weiteres Haus in Serach errichtet. 1825 existierten 20 Häuser in Serach, 1859 waren es 24, 1876 33, wobei der Gebäudekomplex um das Schloss Hohenkreuz nicht mitgerechnet wurde. Im 19. Jahrhundert ergab sich eine bauliche Verdichtung um den Hohenkreuzweg und die Seracher Straße, die vor bzw. hinter dem Schloss Hohenkreuz vorbei hangaufwärts führen. Ebenso wurde am heutigen Schlößlesweg intensiver gebaut; wobei aber das Seracher Schlösschen erst im 20. Jahrhundert zu Serach gezählt wurde. 
Um das Ende des 19. Jahrhunderts veränderte sich die Seracher Bevölkerungsstruktur. Bislang fast ausschließlich von Weingärtnern bewohnt, wurde Serach nun auch von Dienstleistern, Fabrikarbeitern und Handwerkern bewohnt. 1908 lebten in Serach, das damals noch mit Hohenkreuz zusammengehörte, etwa 250 Personen. 1912/13 kaufte die Stadt Esslingen das Schlossgut Hohenkreuz an, um die Burg-Kaserne zu errichten. Um diese entwickelte sich ein Ortszentrum mit zahlreichen Einkaufsgeschäften und Dienstleistern. Ab 1930 wurde das Gebiet um den Hohenkreuzweg unterhalb der Barbarossastraße nicht mehr zu Serach gerechnet. Dadurch ergab sich eine lange Phase der Stagnation für Serach. Hauptsächlich in den 1970er Jahren wurde das Wohngebiet Bärenwiesen mit vielen mehrstöckigen Wohnblocks zwischen Barbarossastraße und Langem Weg errichtet, wodurch Serachs Einwohnerzahl stark anstieg. Hatte man 1950 441 Einwohner gezählt, vervierfachte sich die Einwohnerzahl Serachs durch die neue Bebauung. 1952 wurde die Hohenkreuzschule gebaut, die von Kindern aus Serach und Hohenkreuz besucht wird. 1956/57 wurden Serach und Hohenkreuz, die durch die Bebauung der Bärenwiesen zusammengewachsen waren, zu einer neuen evangelischen Kirchengemeinde vereint, nachdem sie zuvor der Gemeinde St. Bernhardt angehört hatten.

## Politik
Der Ansprechpartner für die Belange des Stadtteils für die Stadtverwaltung und den Gemeinderat von Esslingen ist der Bürgerausschuss Wäldenbronn, Hohenkreuz, Serach, Obertal. Auf der Stadtteilebene gestaltet der Bürgerausschuss das kommunale Leben mit. Er ist Mitglied der Arbeitsgemeinschaft der Bürgerausschüsse, diese besteht zum Erfahrungsaustausch und zur Koordination der einzelnen Bürgerausschüsse der Stadt.
Grundlage für die Arbeitsweise und den Aufbau des Bürgerausschusses und der Arbeitsgemeinschaft ist der von der Arbeitsgemeinschaft am 21. Februar 1991 beschlossene Status. 
Als Grundlage für die Zusammenarbeit zwischen dem Bürgerausschuss, dem Gemeinderat und der Verwaltung wurde eine Vereinbarung getroffen. Diese wurde von der Arbeitsgemeinschaft am 17. Juli 1990 gebilligt und vom Gemeinderat am 10. Dezember 1990 genehmigt. Im Juni 2000 wurde sowohl der Status als auch die Vereinbarung redaktionell überarbeitet.
In der öffentlichen Bürgerversammlung, die die Stadt Esslingen am 15. Juli 2010 in der Turn- und Versammlungshalle Hohenkreuz durchführte, wurde der Bürgerausschuss Wäldenbronn, Hohenkreuz, Serach, Obertal für 3 Jahre gewählt.

## Sehenswürdigkeiten

### Steinigenhardt
Im Gebiet der Seracher Straße 161 bis 187 befand sich die weitgehend überbaute Wüstung Steinigenhardt. Dort stand das 1330 erwähnte „Länglins Haus“. Eine weitere Erwähnung stammt aus dem Jahr 1342. Damals verkaufte das Dominikanerinnenkloster Weil eine Gült aus seinem Hof in Steinigenhardt an einen Bürger in Esslingen. Johann Besemer d. Ä. besaß einen Hof in Steinigenhardt und stiftete 1354 einen Geldzins für die Kapläne der Esslinger Stadtkirche. Für 1366 sind zwei Steuerpflichtige in Steinigenhardt belegt, für 1432 durch das Lagebuch des Klosters Sirnau ein Haus in Steinigenhardt. 1439 erhielt das Esslinger Spital Haus und Güter des Wolf Holzapfel. Sie lagen zwischen den Anwesen eines Bernhard Fladenesser und eines Lienhard Binder. Die letzte bekannte urkundliche Erwähnung von Bauwerken in Steinigenhardt stammt aus dem Jahr 1563; der Ort fiel offenbar um die Mitte des 16. Jahrhunderts wüst.

### Schloss Serach
Das Schloss Serach im Schlößlesweg 39 wurde 1820 von damaligen Oberamtsrichter Karl August Georgii als normales Haus erbaut. 1828 kaufte Graf Alexander von Württemberg das Landgut und ließ 1834 das alte Palais erweitern. In dem neuen Salon empfing er Dichter wie Justinus Kerner, Hermann Kurz, Nikolaus Lenau, Emma Niendorf, Ludwig Uhland und Gustav Schwab. Er ist mit Deckenmalereien von Julius Lettenmayer geschmückt. 1853 wurde das Seracher Schlösschen von dem Prinzen Felix von Hohenlohe-Öhringen gekauft, der es weiter ausbaute. Da er sich finanziell damit übernommen hatte, musste er es 1864 an die Öhringer Bank verkaufen. Das Palais ist heute in Privatbesitz. Die Innenräume stehen nicht zur Besichtigung zur Verfügung.
Felix von Hohenlohe-Öhringen ließ 1853 von Christian Friedrich Leins ein sogenanntes Fremdenhaus erbauen, das heute die Adresse Schlößlesweg 41 trägt. Ein weiteres Bauwerk, das unter Hohenlohe-Öhringens Regie errichtet wurde, ist das Castellanhaus im Schlößlesweg 45, das von Heinrich Friedrich Haueisen geplant wurde. Beide Gebäude sind im Schweizerhausstil gebaut worden, weisen in ihrer Symmetrie jedoch noch Anklänge an den Klassizismus auf. Der Park, ursprünglich im Stil eines Englischen Gartens angelegt, wurde großenteils durch das im 20. Jahrhundert angelegte Arboretum abgelöst.
Oberhalb der drei Gebäude, die zur Schlossanlage gehörten, befand sich ab 1925 ein Luftkurhaus, das inzwischen aber anderweitig genutzt wird. Zeitweise war darin die evangelische Bauernschule Württembergs untergebracht, später ein Hilfskrankenhaus für Tuberkulosekranke und dann eine Fachklinik für Lungen- und Bronchialerkrankungen, die 1982 geschlossen wurde. Unweit dieses einstigen Krankenhauses stehen das 1921 errichtete Salzmann-Camerer-Denkmal und die Überreste eines gusseisernen Pumpbrunnens. Spazierwege führen von Serach aus zur Katharinenlinde.

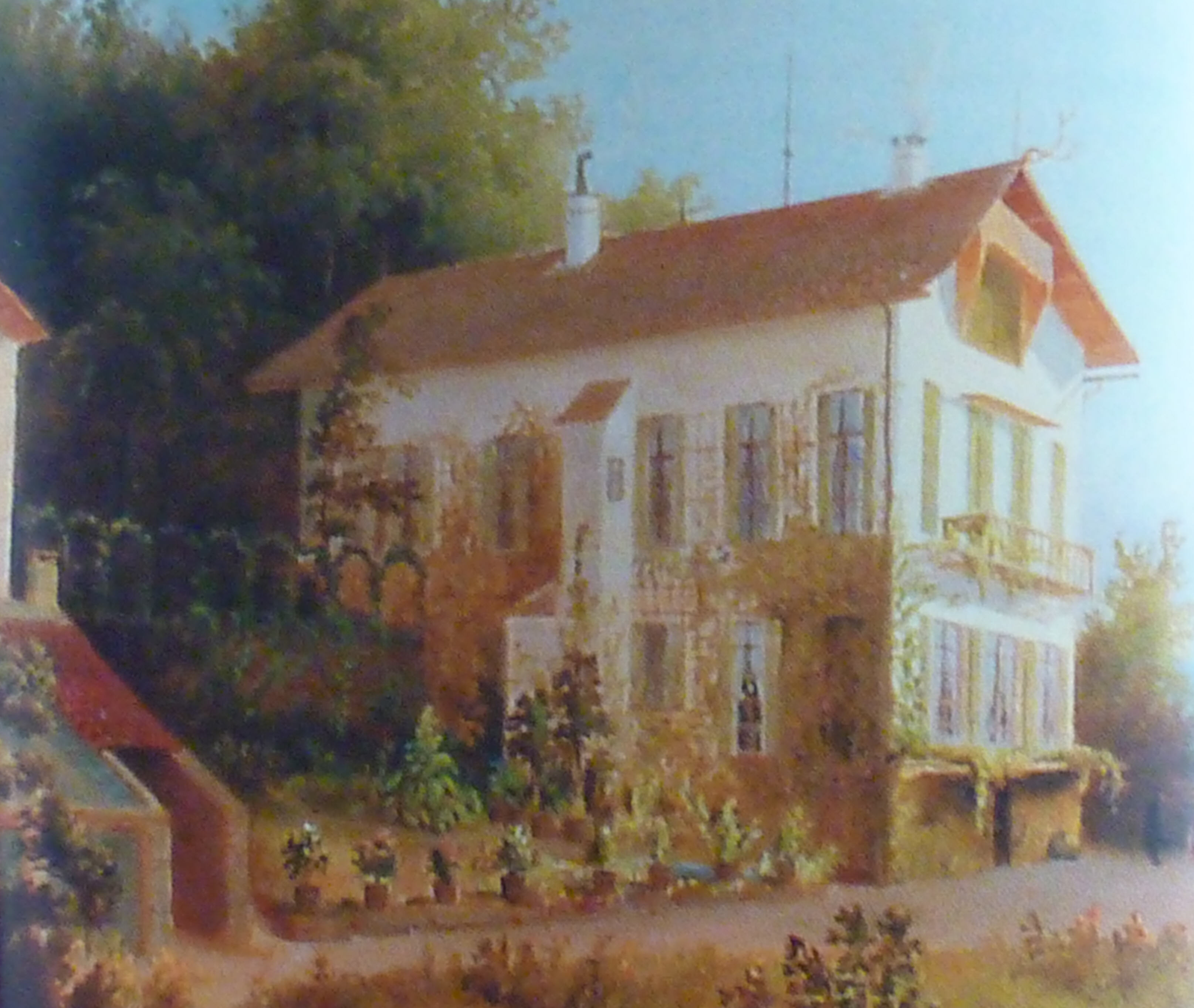
Schloss Serach auf einem Gemälde von Pieter Francis Peters
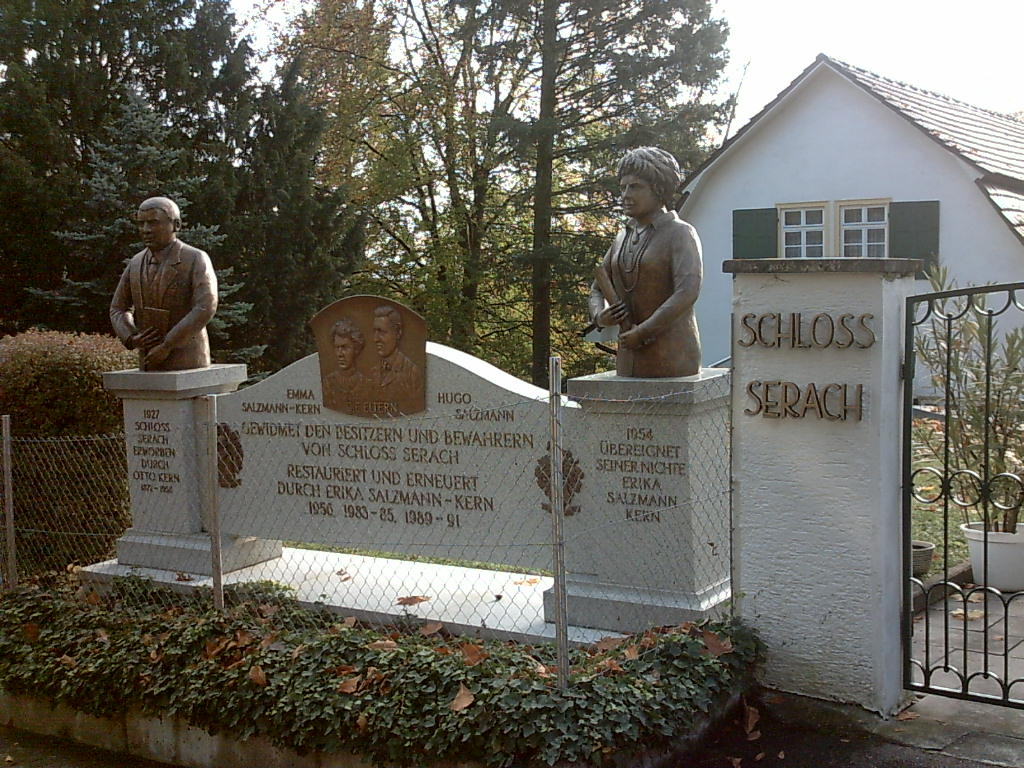
Eingang zum Schloss Serach, 2005
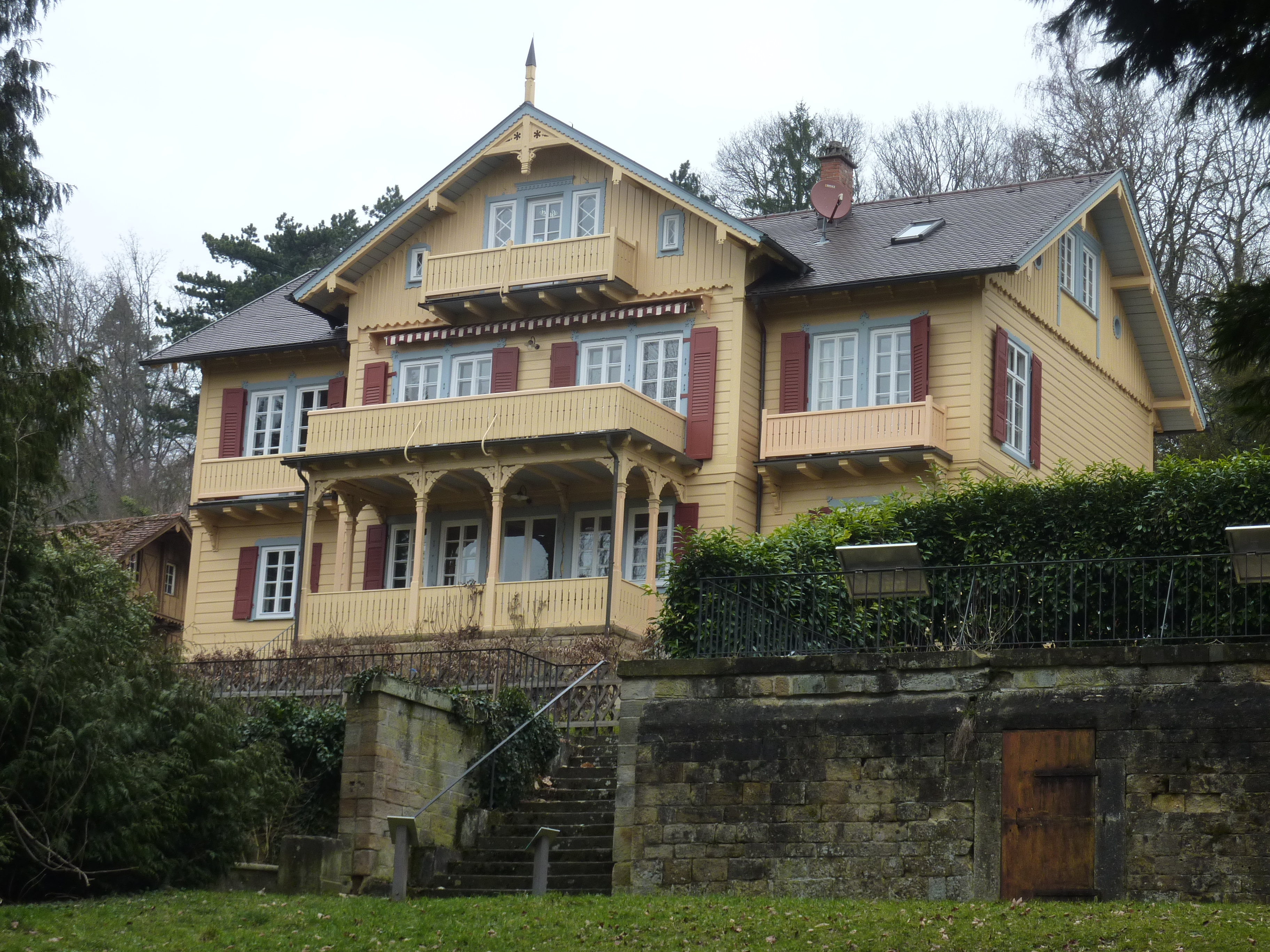
Das Fremdenhaus vom Arboretum aus gesehen
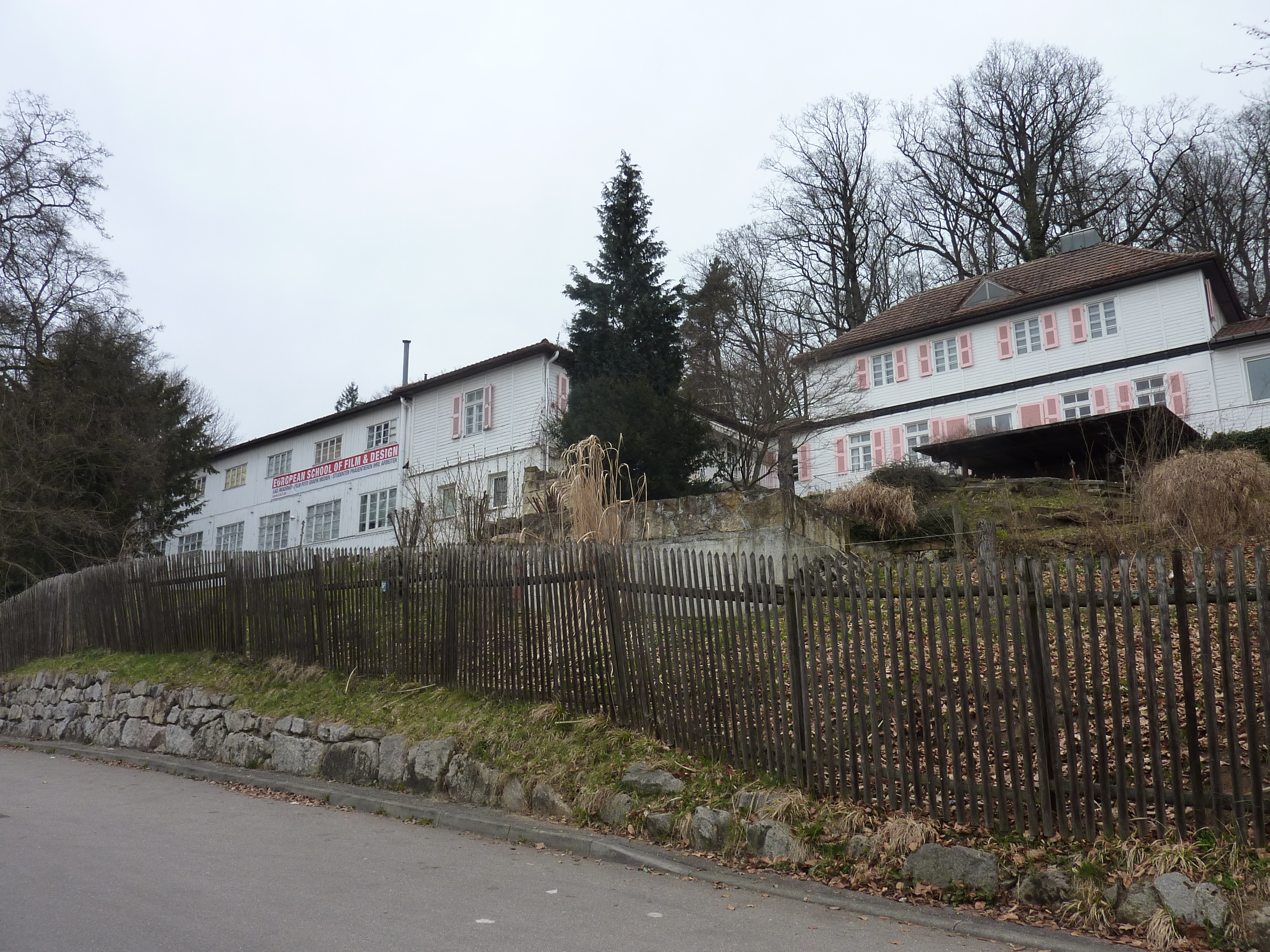
Ehemaliges Krankenhaus
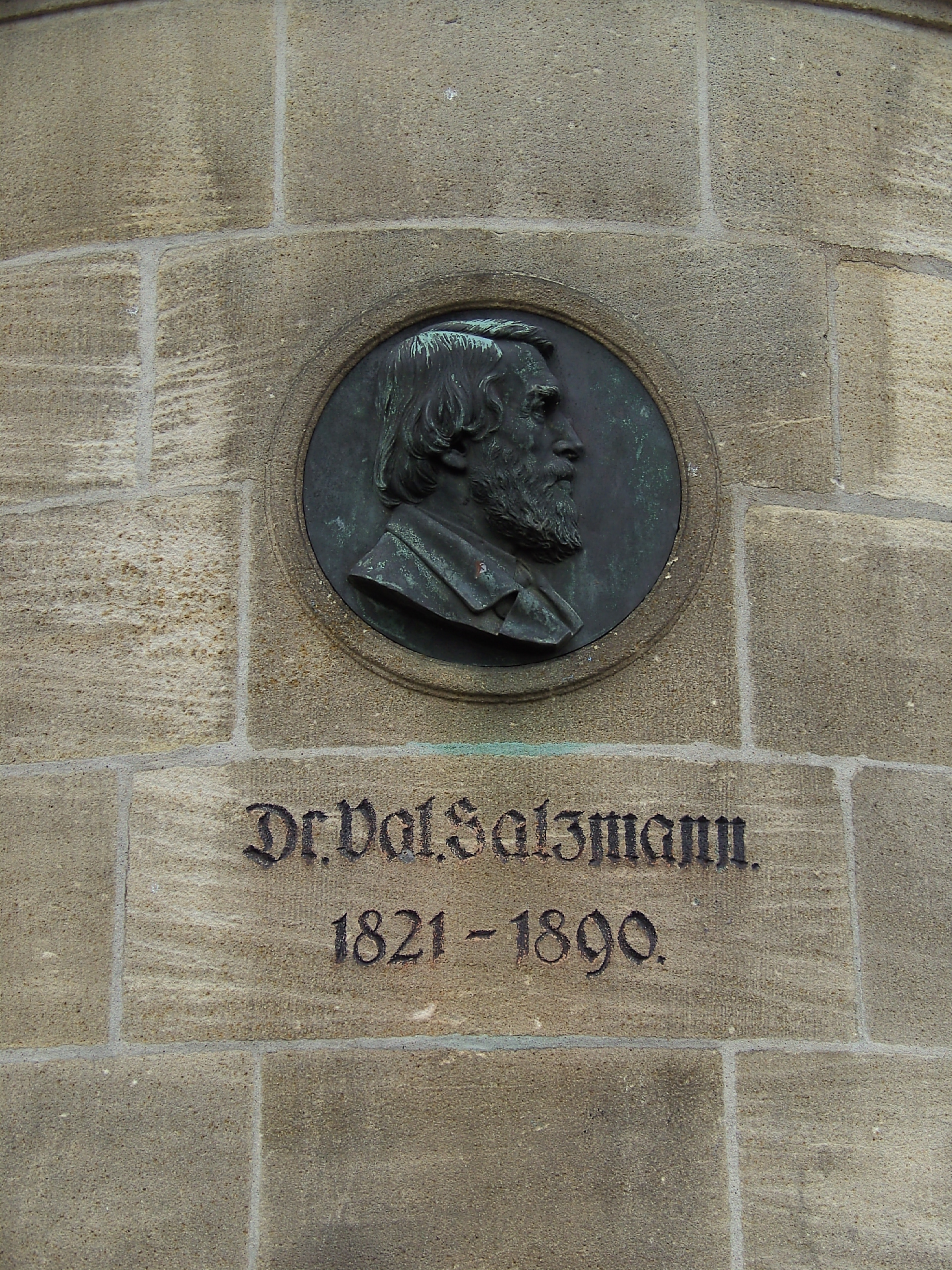
Salzmann-Camerer-Denkmal oberhalb Serachs

### Arboretum Serach

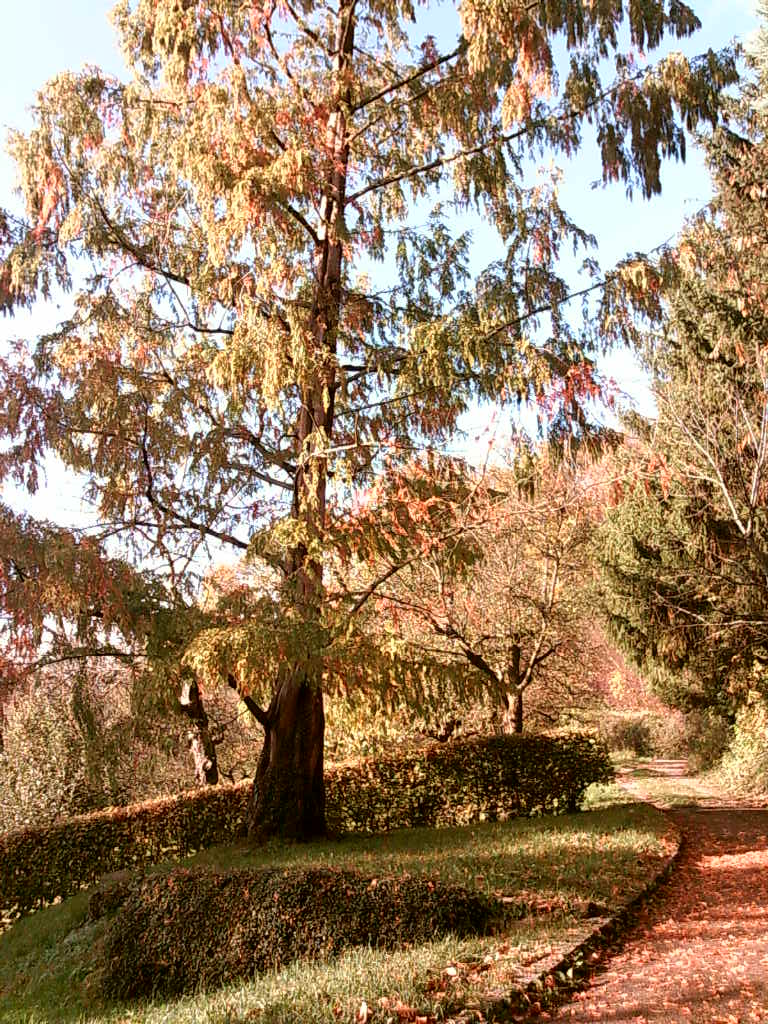
Arboretum Serach

Das Arboretum wurde 1962 als öffentlicher Park eingerichtet. Im Jahr 2000 standen im Arboretum Serach 52 Bäume, davon einige einheimische Bäume, 34 eingeführte Bäume und 4 gärtnerische Sorten. Die eingeführten Bäume kommen vom Kaukasus, aus Nordamerika, Japan, China, dem Himalaya, Serbien, Bosnien, den Pyrenäen, Südkorea, Südamerika, Österreich, vom Balkan, Südspanien und den Alpen.